# Tigerair Australia
Tigerair Australia (zuvor Tiger Airways Australia) war eine australische Billigfluggesellschaft mit Sitz in Melbourne und Basis auf dem Flughafen Melbourne. Die Fluggesellschaft war eine Schwestergesellschaft der Tigerair. Sie ist jetzt eine Tochtergesellschaft der Virgin Australia Holdings Ltd. und eine Schwestergesellschaft der Virgin Australia Airlines. Die Virgin Group hält 8,7 % an der Virgin Australia Holdings.

## Geschichte

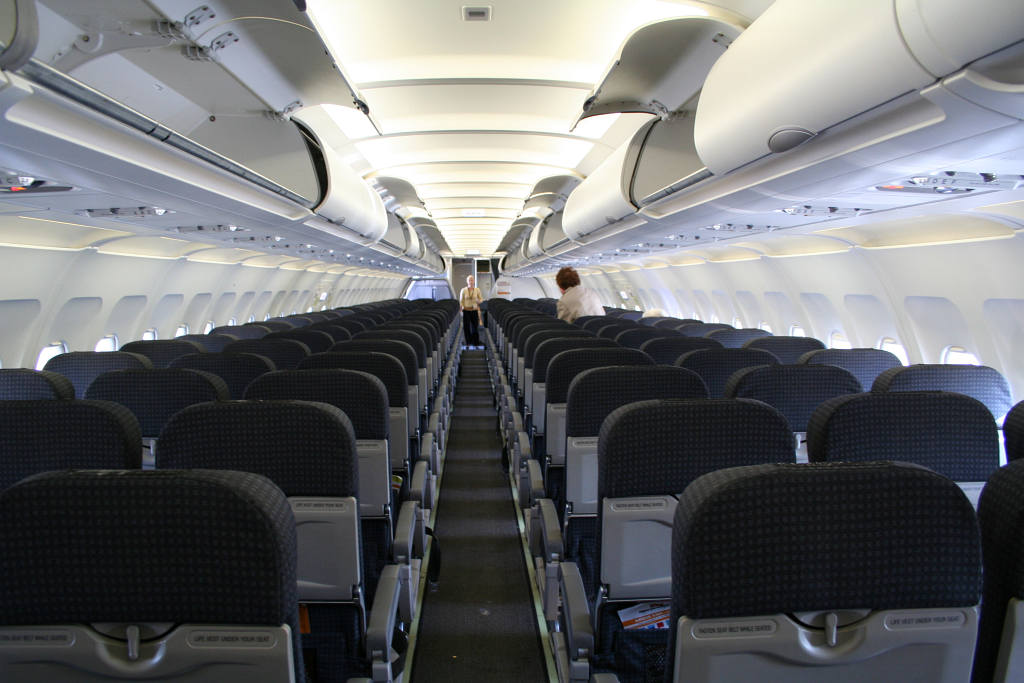
Kabine eines Airbus A320-200 der Tigerair Australia

Seit 1996 genehmigt die australische Luftfahrtbehörde für den inländischen Flugverkehr auch Fluggesellschaften, die zu 100 % in ausländischem Besitz sind. Dies galt zunächst nur für neuseeländische Fluggesellschaften, wurden danach aber entschärft und erstmals 2007 durch Virgin Blue – der heutigen Virgin Australia – in Anspruch genommen. Bei australischen Fluggesellschaften, die international agieren, gilt heute noch ein australischer Anteil von 49 %.
Am 16. März 2007 wurde Tigerair Australia noch unter dem Namen Tiger Airways Australia in den Northern Territories gegründet. Die behördlichen Abnahmeflüge erfolgten am 20. November 2007 mit Flügen von Melbourne nach Sunshine Coast und Launceton. Am 22. November 2007 erhielt Tiger Airways die erforderlichen Flugzertifikate. Der erste reguläre Flug erfolgte am 23. November 2007 von Melbourne nach Gold Coast. Tiger Airways Australia wird wie Tiger Airways von der Tiger Aviation Group vermarktet und fliegt unter den gleichen Farben. Ein zweites Drehkreuz war seit dem 1. März 2009 auf dem Flughafen Adelaide.
Anfang Juli 2011 entzog die australische Flugaufsichtsbehörde CASA der Tiger Airways Australia aufgrund von Sicherheitsbedenken vorübergehend die Betriebserlaubnis. Nachdem die CASA im März Mängel im Wartungs- und Ausbildungsprogramm der Gesellschaft festgestellt hatte, war Tiger Airways Australia einer Aufforderung zur Verbesserung zunächst nicht ausreichend gefolgt. Zudem gab es weitere sicherheitsrelevante Vorkommnisse wie gefährliche Annäherungen an andere Flugzeuge und fehlerhafte Eingaben in einen Bordcomputer. Am 10. August 2011 durfte nach fünf Wochen der Betrieb wieder aufgenommen werden, es dürfen jedoch bis auf Weiteres nur 18 Flüge am Tag durchgeführt werden.
Im August 2011 wurde zudem die Schließung der Basis in Adelaide bekannt gegeben.
Im Juli 2013 wurde Tiger Airways Australia in Tigerair Australia umbenannt.
Im September 2020, nach der Insolvenz von Virgin Australia und deren Übernahme durch Bain Capital, wurde der Betrieb der Tigerair Australia eingestellt.

## Flugziele
Tigerair Australia bediente von Melbourne aus zahlreiche Ziele innerhalb Australiens.

## Flotte
Mit Stand März 2020 bestand die Flotte der Tigerair Australia aus 15 Flugzeugen mit einem Durchschnittsalter von 11,1 Jahren:
| Flugzeugtyp     | Anzahl | bestellt | Anmerkungen                  | Sitzplätze |
| --------------- | ------ | -------- | ---------------------------- | ---------- |
| Airbus A320-200 | 9      |          | 1 mit Sharklets ausgestattet | 180        |
| Boeing 737-800  | 6      |          | mit Winglets ausgestattet    |            |
| Gesamt          | 15     | –        |                              |            |